# Anna Oppolzer
Anna Oppolzer (geboren 1983) ist eine deutsche Spieleautorin, die sich vor allem auf die Entwicklung von Kinder- und Familienspielen konzentriert. 

## Biografie
Anna Oppolzer studierte Kunstgeschichte und arbeitete nach ihrem Studium bei einem Kunstverlag. 2014 gründete sie gemeinsam mit ihrem Ehemann Stefan Kloß das Mosaik-Atelier in Mannheim, in dem beide gemeinsam Spiele entwickeln und Dienstleistungen anbieten. 2014 erschien das Spiel Beasty Bar unter dem Namen von Stefan Kloß, 2015 die Fortsetzung Beasty Bar: New Beasts in Town beim Zoch Verlag, bei dem auch Anna Oppolzer als Autorin genannt wurde. Seitdem entwickelten beide gemeinsam zahlreiche weitere Spiele für verschiedene Verlage. Das 2018 bei Piatnik erschienene Spiel Salamamba wurde im gleichen Jahr als „Spiele Hit für Familien“ beim Österreichischen Spielepreis ausgezeichnet.
Sie ist Mitglied bei der Spiele-Autoren-Zunft.

## Ludografie
- Beasty Bar: New Beasts in Town (2015, mit Stefan Kloß; Zoch Verlag)
- Schnapp die Nuss!  (2017, mit Stefan Kloß; Schmidt Spiele)
- Das kunterbunte Igelrennen (2017, mit Stefan Kloß; Schmidt Spiele)
- Gespenster am Fenster (2017, mit Stefan Kloß; eggertspiele)
- Showtime (2018, mit Stefan Kloß; Pegasus Spiele)
- Schicht im Schacht (2018, mit Stefan Kloß; moses Verlag)
- Salamamba (2018; Piatnik)
- Qwantum (2018, mit Stefan Kloß und Reinhard Staupe; Nürnberger-Spielkarten-Verlag)
- Der geheimnisvolle Zaubersee (2018, mit Stefan Kloß; Schmidt Spiele (Drei Magier))
- Wunderkessel (2019, mit Stefan Kloß; HABA)
- Vom kleinen Maulwurf, der wissen wollte, wer ihm auf den Kopf gemacht hat. Das Spiel. (2019, mit Stefan Kloß; Kosmos Spiele)
- Slow Race (2019, mit Stefan Kloß; Ravensburger)
- Grizzly Lachsfang am Wasserfall (2019, mit Stefan Kloß; Amigo)
- Vom kleinen Maulwurf, der wissen wollte, wer ihm auf den Kopf gemacht hat. Das Spiel (2019, mit Stefan Kloß; Kosmos Spiele)
- Ready, Set, Sloth! (2020, mit Stefan Kloß; Ravensburger)
- Wald der Lichter (2020, mit Stefan Kloß; Schmidt Spiele (Drei Magier))
- Hipp Hopp Hippe (2020, mit Stefan Kloß; Schmidt Spiele)
- Honey (2021, mit Stefan Kloß; Pegasus)
- Piggy Pearls (2021, mit Stefan Kloß; Piatnik)
- Camel Up: Gut gepackt! (2021, mit Stefan Kloß; Pretzel Games)
- Midnight Market (2022, mit Stefan Kloß; Pegasus)
- Donky Pong (2022, mit Stefan Kloß; LOGIS)
- Dollars Wanted (2022, mit Stefan Kloß; Huch!)
- Mein lieber Scholli (2024, mit Stefan Kloß; Zoch Spiele)
- Auf geht's, Spidey-Team! (2024, mit Stefan Kloß; Ravensburger)
- Beasty Bar: Down Under (2024, mit Stefan Kloß; Zoch Spiele)
- Beasty Bar: The Limousine (2024, mit Stefan Kloß; Zoch Spiele)

## Belege
1. ↑  Mosaik Atelier, Interview zum Heidelberger Spielefest, Delta im Quadrat Nr. 10, 2018
2. ↑  Dagmar de Cassan: Die ausgezeichneten Spiele 2018 auf spielepreis.at, 23. Juni 2018; abgerufen am 30. Januar 2020.
3. ↑  Anna Oppolzer bei der Spiele-Autoren-Zunft; abgerufen am 30. Januar 2020.